# Monty Python a Svatý Grál
Monty Python a Svatý Grál je britský film komediální skupiny Monty Python z roku 1975. Jedná se o jejich první celovečerní snímek, pokud nepočítáme předcházející film And Now for Something Completely Different, který byl však složen jen ze skečů z prvních dvou řad seriálu Monty Pythonův létající cirkus a neobsahoval žádný nově natočený obsah.

## Námět
Král Artuš dostane za úkol najít Svatý grál, shromáždí družinu rytířů kulatého stolu (Lancelot, Robin, Galahad, Bedevere). Po dohodě se rozhodnou, že se rozdělí, aby měli větší šanci ho najít. Na své cestě naráží na mnoho zvláštností, od tříhlavého rytíře přes slavného historika až po rytíře, kteří říkají „Ni!“ a chtějí okrasné keře. Rytíři se nakonec opět spojí a hledají Svatý grál společně. Závěrečný útok na hrad ukrývající Grál ukončí anglická policie.

## Herecké obsazení
Členové komediální skupiny Monty Python ztvárnili ve filmu mnoho rolí, níže je seznam těch hlavních.
| Graham Chapman | král Artuš   |
| John Cleese    | sir Lancelot |
| Eric Idle      | sir Robin    |
| Terry Jones    | sir Bedevere |
| Michael Palin  | sir Galahad  |
| Terry Gilliam  | Patsy        |

## Děj
Král Artuš přijíždí na koni (respektive předstírá jízdu na koni) k hradu a žádá sluhu o možnost promluvit si s jeho pánem, majitelem hradu. Sluha mu však nevěří, že je anglický král – vládce celé Anglie, syn Uthera Pendragona z Camelotu, přemožitel Sasů, který hledá rytíře ochotné se k němu připojit. Téma se v rozhovoru postupně přesune přes kokosy k evropským a africkým vlaštovkám.
Artuš se svým sluhou Patsym odjíždí pryč. Cestou potká muže táhnoucího káru. Chce vědět, kdo vládne v tomto kraji. Muži se nelíbí, že s ním Artuš jedná nezdvořile a oznamuje mu, že zde je nezávislá anarchisticko-syndikalistická komunita, jejíž členové se střídají po týdnu v úloze jakéhosi výkonného úředníka. Všechna jeho rozhodnutí jsou ratifikována na zvláštním půl-týdenním sněmu prostou většinou v případě vnitřních záležitostí. Artuš se snaží umlčet mužovo vysvětlování zdůrazněním, že je jeho král. Na to muž reaguje, že pro něj nehlasoval. Artuš mu sdělí legendu, že Paní jezera mu věnovala meč Excalibur, což z něj dělá vládce Anglie. Muž odmítá historku o podivné ženě ležící v jezeře a rozdávající meče. Oponuje, že takovým způsobem není možno získat vládu. Výkonná moc pochází z mandátu lidových mas a nikoli z nějakého směšného jezerního obřadu. Toto rouhačství Artuše rozčílí, vyzývá muže, aby přestal.
Král Artuš se svým sluhou pokračuje v cestě a v lese se stane svědkem rytířského souboje. Černý rytíř poráží svého soka a Artuš se jej poté snaží získat do své družiny. Rytíř neodpovídá a tak Artuš hodlá jet dál. Teprve teď černý rytíř promluví, tvrdí, že nikoho nepustí dál. V následujícím souboji mu Artuš postupně utne všechny končetiny. Rytíř se ještě nevzdává a vyzývá Artuše, aby dál bojoval, chce mu ukousnout nohy. Artuš jej ignoruje a s Patsym jedou dál.
Při sporu o upálení čarodějnice potká rytíře Bedevera, jenž se k němu přidá. Dalšími jsou sir Lancelot Statečný, sir Galahad Ryzí a sir Robin ne-až-tak-statečný-jako-sir-Lancelot. To jsou odteď Rytíři Kulatého stolu. Původní záměr odcestovat do Camelotu je opuštěn, družinu během cesty osloví bůh z nebes a sdělí jim, že jejich úkolem je najít Svatý grál.
Výprava za Svatým grálem

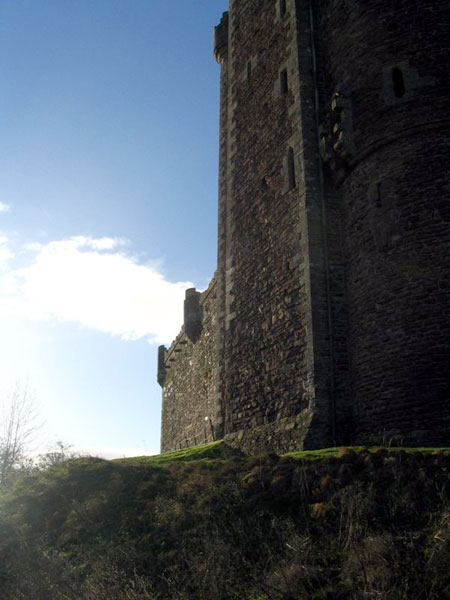
Východní zeď hradu Doune (Doune Castle), kde se odehrávala úvodní scéna filmu Monty Python a Svatý Grál.

Rytíři přijíždí (po celou dobu filmu stále imitují jízdu) k neznámému hradu. Zjistí, že je obsazen Francouzi, kteří se jim posmívají. Vezmou hrad útokem, ale jsou odraženi. Bedevere má plán – postavit dřevěnou stavbu na způsob trojského koně. Francouzi pak stavbu skutečně vtáhnou do hradu, ale plán nevyjde, protože v ní není nikdo ukrytý. Zklamaní Angličané odtáhnou pryč. Artuš se rozhodne družinu rozpustit, každý má pátrat na vlastní pěst.
Příběh sira Robina
Robin se svým doprovodem jede ponurým lesem. Narazí na tříhlavého rytíře, který blokuje cestu dál. Hlavy se spolu nemohou dlouho shodnout na stanovisku, nakonec dospějí k názoru, že sira Robina zabijí. Když se podívají před sebe, sir Robin už tam dávno není, uprchl. Jeho družina pak zpívá píseň o tom, jak statečně utekl před bojem.
Příběh sira Galahada
Zchvácený a zraněný sir Galahad se dostane do hradu, který obývají pouze samé ženy. Dámy takovou návštěvu vítají a pod různými záminkami se snaží cudného rytíře vysvléci. Každá z nich touží po výprasku. Jeho ale zajímá pouze Svatý grál. Sira Galahada zachrání sir Lancelot. Když si Galahad uvědomí, co mohlo následovat, chce se na hrad vrátit, což mu není umožněno.
Scéna 24
Král Artuš a rytíř Bedevere naleznou vodítko ke Svatému grálu. Starý muž jim řekne o zaříkávači, který ví o jisté jeskyni poblíž Rokle věčného nebezpečenství, kterou ještě nikdy nikdo nepřekročil. Stařec přikazuje králi nalézt Most smrti a pak se rozplyne. V lese Artuše a jeho doprovod zastaví rytíři, kteří říkají „Ni!“. Rytíři požadují oběť nebo přinést křovisko.
Příběh sira Lancelota
Lancelot nalezne vzkaz (respektive vzkaz na šípu trefí jeho sluhu do prsou), kterým žádá o pomoc syn vládce země. Jeho otec postavil v mokřadech tři hrady, které se potopily v bažinách. Teprve ten čtvrtý vydržel. Otec chce syna oženit s dcerou vladaře, jenž vládne širé otevřené zemi. Syn se však ženit nechce, raději by byl pěvcem. Statečný Lancelot se vydává na záchranu, vtrhne do hradu, povraždí stráže, zběsile seká kolem sebe, nešetří ani ženy a hosty svatební hostiny. V komnatě se setkává se synem i jeho otcem. Když se otec dozví, s kým má tu čest, vše Lancelotovi odpouští.
Zbytek filmu

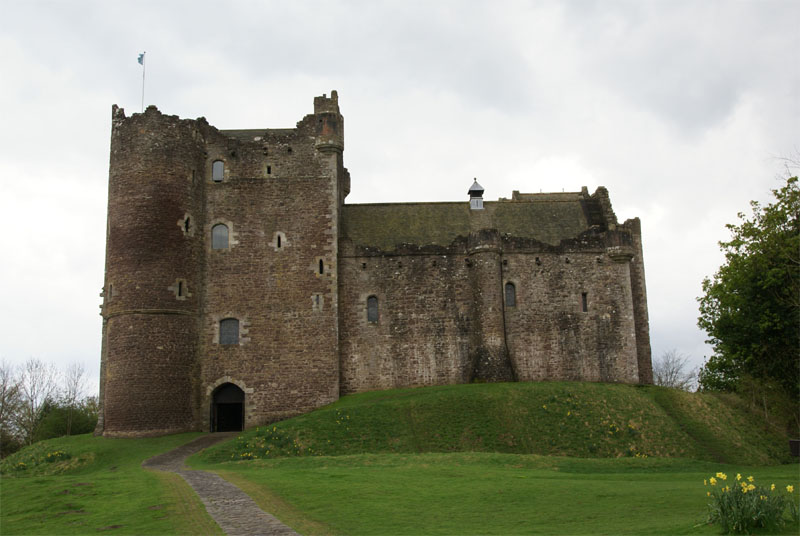
Hrad Doune v centrálním Skotsku.

Artuš potká Rogera křovináře, jenž aranžuje a prodává křoviny. Zakoupí jednu a vrací se do lesa. Rytíři už neříkají „Ni!“, nyní říkají „Ecky ecky ecky pakang zoom ping“. Jsou sice s přinesenou křovinou spokojeni, ale požadují další a navíc chtějí pokácet nejmohutnější stromy v lese slanečkem. Artuš odmítne. Na scéně se objeví sir Robin.
Léta plynou až jednoho dne se výpravě podaří nalézt zaklínače, který dští kolem sebe oheň. Zaklínač jim pomůže nalézt Svatý grál, v což Artuš ani nedoufal. Bere je k jeskyni Caerbannoga, v níž jsou vyryty mystické runy do kamene – poslední slova Olfina Bedwera z Rhegedu. Vchod do jeskyně střeží zabijácký králík. Muži nevěří varování zaklínače, dokud se sami nepřesvědčí, přičemž o život přijde několik bojovníků. Vyřídí králíka svatým ručním granátem. V jeskyni naleznou vytesaný vzkaz – aramejsky. Stojí v něm, že Svatý grál může nalézt jen udatný muž – na hradě Aaaargh. Skupina je napadena animovaným monstrem, toto nebezpečí pomine teprve tehdy, když kreslíř dostane infarkt. Pátrání může pokračovat. Rytířům je však na stopě policie, která vyšetřuje vraždu komentátora, kterého dříve zabil rytíř na koni.
Artuš a spol. nachází Most smrti, který hlídá strážce. Pustí přes most jen toho, kdo mu správně zodpoví 3 otázky. Kdo zaváhá, spadne do Rokle věčného nebezpečenství. Lancelot jde první a podaří se mu přejít. Sir Robin neví, jak se jmenuje hlavní město Asýrie a je ztracen. Sir Galahad zaváhá při otázce na svou oblíbenou barvu a padá do rokle. Artuš pak zaskočí strážce protiotázkou a strážce se také zřítí dolů. Cesta pro Artuše a Bedevera je volná.
Společně najdou hrad Aaaargh, kde na ně čeká nemilé překvapení – je obsazen Francouzi, těmi samými ze začátku příběhu. Francouzi se jim posmívají a vylijí na ně výkaly. Artuš povolá ke zteči hradu armádu, ale ta je zastavena policií, Artuš a Bedevere jsou zatčeni a armádě je přikázán rozchod.

## Zajímavosti
- Král Artuš ve scéně s Mostem smrti ve skutečnosti není Graham Chapman, ale jeho dublér. Chapman byl totiž v době natáčení filmu těžký alkoholik a před natáčením scény utrpěl delirium tremens, začal se třást a nebyl schopný udělat ani krok.[zdroj?]
- To, že Artuš se svou družinou ve filmu nejezdí na koních, ale pouze to imitují klapáním ořechů, nebyl původně záměrný vtip. Na koně nezbyly peníze.[zdroj?]
- 6 členů Monty Python ve filmu ztvárnilo celkem 44 rolí. Nejvíce jich měl Michael Palin – dvanáct. Terry Gilliam ve čtyřech rolích zemřel.[1]
- Natáčení probíhalo ve Skotsku, kde jim však místní úřady dva týdny před natáčením odebraly povolení ke vstupu do tamních hradů, neboť scénář dle jejich mínění neodpovídal jejich historickému významu.
- Výrobu filmu sponzorovaly slavné rockové kapely Led Zeppelin, Genesis a Pink Floyd (ti na natáčení věnovali část svých honorářů z prodeje alba The Dark Side of the Moon).
- Kvůli nedostatku financí byly ze scénáře odstraněny scény závěrečné velké bitvy nebo nalezení svatého grálu králem Artušem v londýnském obchodním domě Harrods.
- Drobné komparzní role vytvářeli členové štábu.
- Na ztvárnění Boha, který se zjevil Artušovi, byla použita fotografie hráče kriketu Williama Gilberta Grace.
- Film režírovali společně členové skupiny Terry Jones a Terry Gilliam, ale často mezi nimi docházelo ke sporům. Po této zkušenosti vedl natáčení dalších pythonských filmů sám Jones, a Gilliam se věnoval jen výtvarné stránce.